# Micere Githae Mugo
Micere Githae Mugo (née Madeleine Micere Githae le 12 décembre 1942 dans la colonie et protectorat du Kenya et morte le 30 juin 2023,) est une dramaturge, autrice, activiste, instructrice et poète kenyane. 
Elle enseigne la littérature au département d'études afro-américaines à l'université de Syracuse. En 1982, elle est condamnée à s'exiler du Kenya en raison de son militantisme sous la dictature de Daniel Arap Moi, et déménage au Zimbabwe puis aux États-Unis. Elle enseigne l'orature, la littérature et l'écriture créative. Elle a publié six livres, une pièce de théâtre co-écrite avec Ngugi wa Thiong'o et trois monographies. Elle édite des journaux et participe à la création du programme scolaire du Zimbabwe. L'East African Standard la mentionne dans sa liste des 100 personnes les plus influentes du Kenya en 2002.

## Biographie
Elle naît en 1942 à Baricho dans le district de Kirinyaga (colonie et protectorat du Kenya). Fille de deux professeurs progressifs et politiquement actifs dans le combat pour l'indépendance du Kenya, elle va à l'Alliance Girls High School et y suit une éducation de haut niveau. Elle devient une des premières élèves noires d'une académie jusque-là soumise à la ségrégation.
En 1966, elle obtient une licence de l'université Makerere. En 1973, elle est diplômée d'un Master de l'université du Nouveau-Brunswick, et elle part effectuer son doctorat, qu'elle obtient en 1978, à l'université de Toronto.
Militante pour les droits humains, elle est harcelée par la police et arrêtée. Ses deux filles et elle sont forcées de fuir le Kenya en 1982 après la tentative de coup d'État du gouvernement Daniel Arap Moi, après lequel elle devient une cible publique du gouvernement. Elle perd sa nationalité kényane, mais reçoit la citoyenneté zimbabwéenne en 1984. Elle ne revient jamais vivre au Kenya.

### Carrière
Elle devient enseignante de l'université de Nairobi en 1973, et en 1978 ou 1980, elle devient doyenne de la faculté des arts, ce qui fait d'elle la première doyenne universitaire du pays. Elle enseigne jusqu'en 1982 à l'université de Nairobi.
À New York, elle fonde et préside la communauté pan-africaine de New York, où elle organise des programmes de bénévolat dans deux prisons. Elle devient porte-parole d'Amnesty International et une consultante de la série de Blackside Africa on the Horizon. Elle intègre le conseil d'administration du SARIPS (Southern Africa Regional Institute for Policy Studies) à Harare.
Arrivée aux États-Unis, elle enseigne les études pan-africaines à l'université Syracuse.

## Publications
Théâtre
- The Long Illness of Ex-Chief Kiti, East African Literature Bureau, 1976
- The Trial of Dedan Kimathi (co-écrit avec Ngũgĩ wa Thiong'o), Heinemann, 1976

Poésie
- Daughter of My People, Sing!, East African Literature Bureau, 1976
- My Mother's Song and Other Poems, East African Educational Publishers, 1994

Critiques littéraires
- Visions of Africa: The Fiction of Chinua Achebe, Margaret Laurence, Elspeth Huxley, and Ngũgĩ wa Thiong'o, Kenya Literature Bureau, 1978
- African Orature and Human Rights, National University of Lesotho, 1991

Autobiographie
- Writing & Speaking from the Heart of My Mind, Africa World Press, 2012

## Prix et distinctions
- Top 100 des personnes qui ont le plus influencé le Kenya au XXe siècle, East African Standard – 2002
- Prix de la recherche africaniste – 2007
- Prix du Courage, Girl Scout Council of Central New York
- Présidente d'United Women of Africa
- Prix CNY Women of Distinction – 2008,
- Prix Lifetime Community Service de Syracuse
- Prix Beyond Community Recognition, Inc. – 2004,
- Prix des droits humains, Commission des droits de l'homme du comté d'Onondaga – 2004.
- Prix de l'écriture de la Fondation Rockefeller – 1992
- Prix de la Fondation Ford pour la recherche sur l'orature africaine et les droits de l'homme 1987–90
- Prix Marcus Garvey de la branche canadienne de l'UNIA (1985).